# Tir à l'arc Canada
Tir à l'arc Canada (anglais : Archery Canada) est la fédération sportive de tir à l'arc du Canada. En tant que fédération nationale, l'organisation est membre de la Fédération internationale de tir à l'arc et du Comité olympique canadien.

## Équipes
- Équipe nationale de tir à l'arc arc recourbé
- Équipe nationale de tir à l'arc à poulies
- Équipe nationale de paratir à l'arc
- Équipe nationale de tir à l'arc 3D
- Équipe nationale de tir en campagne

## Compétitions
- Coupe Canada
- Championnats canadiens 3D en salle
- Championnats canadiens 3D en plein air
- Championnats canadiens de tir en campagne
- Tournoi postal en salle
- Tournoi postal en salle 3D
- Tournoi postal en plein air

## Fédérations provinciales
- Québec : Tir à l'arc Québec
- Manitoba : Archery Manitoba
- Nouveau-Brunswick : Tir à l'arc Nouveau-Brunswick
- Alberta : Archery Alberta
- Colombie-Britannique : British Columbia Archery Association
- Nouvelle-Écosse : Archery Nova Scotia
- Ontario : Archery Ontario
- Île-du-Prince-Édouard : Prince Edward Island Archery Association
- Saskatchewan : Saskatchewan Archery Association
- Terre-Neuve-et-Labrador : -

## Temple de la renommée

### Athlètes
- 1982 : Lucille Lessard
- 1985 : Lisa Buscombe
- 1971 : Dorothy Lidstone

### Bâtisseurs
- 1992 : Joan Frances McDonald
- 1988 : Don Lovo